# Mistrzostwa Europy w Lekkoatletyce 1958 – bieg na 400 m kobiet

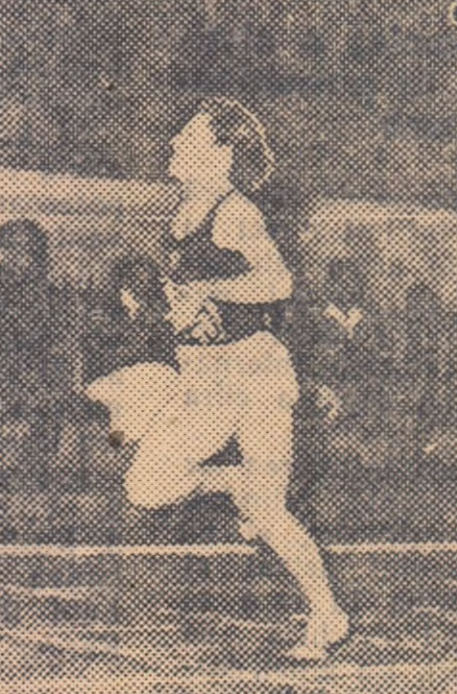
Marija Itkina

Bieg na dystansie 400 metrów kobiet był jedną z konkurencji rozgrywanych podczas VI Mistrzostw Europy w Sztokholmie. Był to debiut tej konkurencji na mistrzostwach Europy. Biegi eliminacyjne zostały rozegrane 19 sierpnia, a bieg finałowy 21 sierpnia 1958 roku. Zwyciężczynią tej konkurencji została reprezentantka ZSRR Marija Itkina. W rywalizacji wzięło udział dwanaście zawodniczek z ośmiu reprezentacji.

## Rekordy
| Rekord świata | Marija Itkina (SUN) | 53,6 | Moskwa, ZSRR | 06.07.1957 |
| Rekord Europy | Marija Itkina (SUN) | 53,6 | Moskwa, ZSRR | 06.07.1957 |

## Wyniki

### Eliminacje
Bieg 1
| Miejsce | Zawodniczka      | Czas   | Uwagi |
| ------- | ---------------- | ------ | ----- |
| 1       | Marija Itkina    | 54,0   | Q     |
| 2       | Shirley Pirie    | 56,2   | Q     |
| 3       | Ida Németh       | 56,8   | Q     |
| 4       | Bärbel Reinnagel | 57,7   |       |
| 5       | Lesley MacKinnon | 58,2   |       |
| 6       | Gül Çıray        | 1:00,8 |       |

Bieg 2
| Miejsce | Zawodniczka        | Czas | Uwagi |
| ------- | ------------------ | ---- | ----- |
| 1       | Jekatierina Parluk | 55,4 | Q     |
| 2       | Wiera Muchanowa    | 55,7 | Q     |
| 3       | Moyra Hiscox       | 55,7 | Q     |
| 4       | Maria Jeibmann     | 55,9 |       |
| 5       | Beata Żbikowska    | 57,2 |       |
| 6       | Jytte Kort         | 57,9 |       |

### Finał
| Miejsce | Zawodniczka        | Czas | Uwagi |
| ------- | ------------------ | ---- | ----- |
| 1       | Marija Itkina      | 53,7 | CR    |
| 2       | Jekatierina Parluk | 54,8 |       |
| 3       | Moyra Hiscox       | 55,7 |       |
| 4       | Shirley Pirie      | 55,7 |       |
| 5       | Wiera Muchanowa    | 56,3 |       |
| 6       | Ida Németh         | 56,3 |       |